# 1233
Năm 1233 là một năm trong lịch Julius.

## Sự kiện
- Elburg thành thành phố.
- Pháo đài Kalan được xây dựng.
- Toà án dị giáo được thành lập.
- Trường Mustansiriya được thành lập năm Baghdad.
- Các thành phố nổi loạn của San Severo bị phá hủy bởi Hoàng đế Frederick II.

## Sinh
- Al-Nawawi, nhà văn Syria (mất 1278)